# 6256 Canova
6256 Canova è un asteroide della fascia principale. Scoperto nel 1960, presenta un'orbita caratterizzata da un semiasse maggiore pari a 2,4361172 UA e da un'eccentricità di 0,1726839, inclinata di 4,18301° rispetto all'eclittica.
Il nome ricorda il celebre scultore neoclassico Antonio Canova.